# Francisco Agrás
Francisco Agrás es un historietista español, nacido en Barcelona en 1944

## Biografía
Tras debutar con el serial Jerónimo de Galaor, trabajó a través de la agencia Comundi para el mercado exterior.
En la primera mitad de los años ochenta, produjo varios cómics históricos para la editorial Roasa.

## Obra
| Años | Título                       | Guionista       | Tipo                 | Publicación                                                |
| ---- | ---------------------------- | --------------- | -------------------- | ---------------------------------------------------------- |
| 1964 | Jerónimo                     |                 | Serial               | Galaor                                                     |
| 1970 | Interestelar 3000            | Francisco Agrás | Serial               | Galaor                                                     |
| 1982 | Goyescas                     |                 | Serie                | Mundo Obrero                                               |
| 1983 | Historia de Granada          |                 | Álbum de historietas | Roasa/Diputación de Granada: La Historia en Cómics, núm. 1 |
| 1983 | Historia de Sevilla          |                 | Álbum de historietas | Roasa: La Historia en Cómics                               |
| 1983 | Historia de Málaga           | Jorge Alonso    | Álbum de historietas | Roasa: La Historia en Cómics, núm. 5                       |
| 1983 | Simón Bolivar, el Libertador | Jorge Alonso    | Álbum de historietas | Roasa                                                      |
| 1984 | Cuentos de la Alhambra       | Francisco Agrás | Álbum de historietas | Roasa                                                      |
| 1984 | Historia de Jaén             | Jorge Alonso    | Álbum de historietas | Roasa: La Historia en Cómics, núm. 8                       |